# NGC 1578
NGC 1578 é uma galáxia espiral (Sa) localizada na direcção da constelação de Dorado. Possui uma declinação de -51° 35' 58" e uma ascensão recta de 4 horas, 23 minutos e 46,7 segundos.
A galáxia NGC 1578 foi descoberta em 27 de Dezembro de 1834 por John Herschel.